# Sušak (Fiume)
Sušak (olaszul:  Sussak) Fiume városrésze, egykor önálló település Horvátországban, Tengermellék-Hegyvidék megyében.

## Fekvése
Fiume központjától 2 km-re délkeletre fekszik a várostól Recsina folyó választja el. A Recsina medrének 19. századi szabályozása kiterjesztette a városrészt nyugat felé azzal, hogy a régi és az új meder közötti rész az ún. „Delta” is hozzá került. A két világháború között itt húzódott a határ Jugoszlávia és Olaszország között. Sušak még Jugoszláviához tartozott, a folyótól nyugatra Fiume városa már Olaszország volt. Sušakról Fiuméba a Pogranični híd vezetett át, melyet a II. világháborúban leromboltak, majd 1946-ban újjáépítettek.

## Története

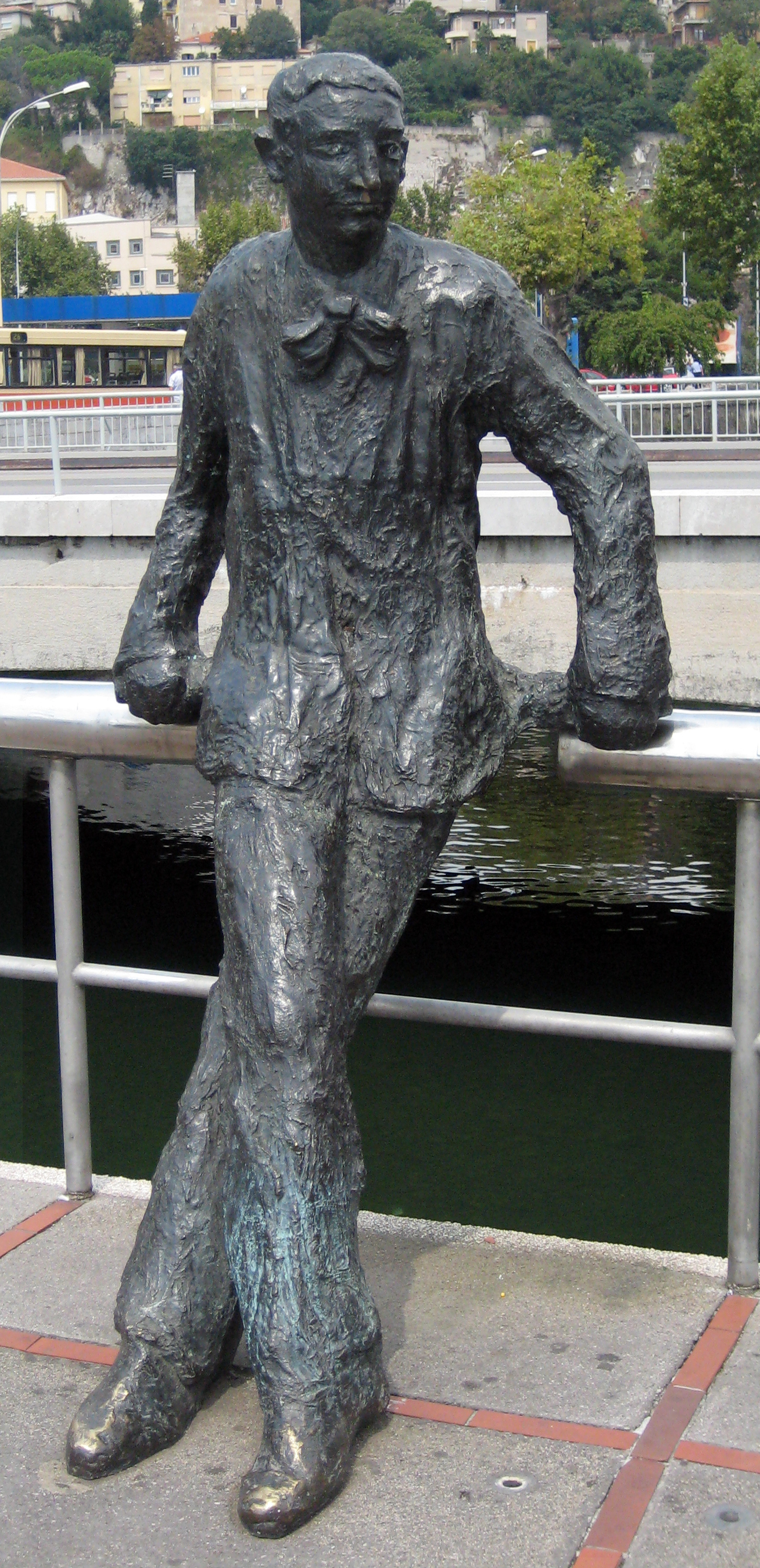
Janko Polić Kamov szobra a Recsina hídján

A rövid életű Severin megye megszüntetése után 1787-ben a Fiume és Zengg közötti területen létrehozták az ún. Magyar Tengermelléket, melyet három járásra, a fiumei, a bakari és a vinodoli járásra osztottak. Trsat, Sušak, Vežice és Draga a bakari járáshoz került. Sušakot 1796. november 28-án említik először Trsat részeként. A francia megszállás idején 1809 és 1813 között ez a terület a fiumei magisztrátus irányítása alá tartozott és ez a helyzet a franciák távozása után még 1834-ig fennmaradt. Ekkor Ferenc császár rendeletére visszacsatolták a bakari járáshoz. 1874-ben létrehozták a trsati járást Sušak, Vežice és Trsat területével. Ennek első székhelye Trsat volt, de 1882-ben székhelyét Sušakra helyezték át. Ebben az időben lett az addig falusi jellegű településből igazi városias település. Felépültek a közigazgatást, az egészségügyet, a nevelést szolgáló épületek, kiépítették az utakat, a vízvezetékeket és a közvilágítást. Sušak községhez tartozott magán Sušakon kívül Trsat, Podvežica, Draga, Kostrena sv. Barbara és Kostrena sv. Lucija is mintegy 25 km² területtel. Fejlődött a közlekedés is. A települést a Hegyvidéken keresztül vezető Lujziána, Karolina és Dorotea főutak kötötték össze Károlyvárossal, megépült a vasútvonal Zágráb és Ljubljana felé. A tengeri forgalom lebonyolítására a 19. században megépült a Recsina új torkolatát képező Mrtva-csatorna a Delta és Brajdica településrészekkel, míg a grobniki mezőn repülőteret létesítettek. Amikor Sušak 1919. október 23-án I. Péter király rendeletével városi rangot kapott, már tizenkétezer lakosa volt. Az első világháború utáni olasz megszállást követően 1920. november 12-én a rapallói egyezmény értelmében létrejött a Fiumei Szabadállam. Az 1924. január 27-én kötött római egyezmény Fiumét Olaszországhoz csatolta. Sušak a városi rang megtartásával a Szerb-Horvát-Szlovén Királyság része és egyik fontos kikötője maradt. A második világháború idején előbb olasz, majd 1943. szeptember 15-én német megszállás alá került. 1945. április 21-én szabadították fel a jugoszláv egységek. 1946. október 22-én felavatták a Sušak és Fiume között a Recsinán átívelő újjáépített hidat. 1948. február 1-jén Fiuméban képviselőtestületi választásokat tartottak, mellyel megteremtették Fiume és Sušak egyesítésének alapjait, majd február 12-én megtartották az új városi képviselőtestület első ülését, melyen megállapították a két város egyesülését.

## Nevezetességei
- Sušakról vezet fel a trsati szentélyhez a trsati lépcső, melyet építőjéről Petar Kružić-lépcsőnek is neveznek. A lépcsősort 1531-ben kezdte építtetni Kruzsics Péter klisszai várkapitány a szentélyhez vezető ösvény legmeredekebb részén. Ekkor még csak 128 lépcsőfokból állt. A többi rész később, 1725-ben épült. Építtetője Aichelburg stájer herceg, krajnai, karintiai és brinji kapitány volt. A teljes lépcsősor ma Sušaktól a szentélyig 561 lépcsőfokból áll. A lépcsősor kezdeténél barokk csarnok áll bejárata felett a Jézust karjában tartó Szűzanya 1745-ben készült domborművével.
- A Kontinental szálló 1885 és 1888 között épült, jelenleg 65 szobával és négy apartmannal rendelkezik.
- A Tito tér teljes szélességében áthidalja a Recsina folyót, szimbolizálva a két város háború utáni egyesítését. A Kontinental szálló előtt a téren áll az egykori barokk Nepomuki Szent János kápolna modern emlékműve.
- A Recsina hídján 1998-ban állították fel Janko Polic Kamov költő, drámaíró, a horvát avantgarde irodalom képviselőjének szobrát Zvonimir Kamenar szobrászművész alkotását.
- A városrész tengerparti részén, melyet Brajdicának neveznek az egykori Sušak város historikus építészetének néhány szép példája látható. Ez a rész a 19. századig a ferencesek szőlőhegyéhez tartozott.